# Kommissar Rex
Kommissar Rex (Comisario Rex en Latinoamérica y Rex, un policía diferente en España) es una serie de televisión policiaca austríaca que comenzó a ser transmitida en 1994 y fue cancelada en 2004, aunque siguió su transmisión en otros países, pero en el año 2008 estrenó una nueva temporada producida por la RAI hasta su cancelación definitiva en 2015. La serie estuvo ambientada en Viena (1994-2004) y en Roma (2008-2015) y se centra en tres hombres de la Brigada de Homicidios de Austria, los cuales comparten su quehacer diario con el protagonista de la serie, Rex, un pastor alemán entrenado como perro policía.
El equipo original estaba compuesto por Richard Moser, Ernst Stockinger y Peter Höllerer los cuales, en ocasiones, eran ayudados por el Dr. Leo Graf, el forense, y por Max Koch, un policía retirado y amigo de Moser. Después llegarían Christian Böck, reemplazando a Stockinger, Alexander Brandtner, reemplazando a Moser (quien había sido asesinado), y el oficial Fritz Kunz reemplazando a Höllerer. Posteriormente el grupo sería liderado por Marc Hoffmann con el apoyo de Nikki Herzog y Kunz. El Dr. Graf fue el único personaje que se mantuvo las 10 temporadas que duró la serie.
La serie es hablada en idioma alemán, y fue filmada en Viena y sus alrededores. Algunos países subtitularon la serie, manteniendo el idioma original, mientras que en otros fue totalmente doblado. La serie es doblada al español para Hispanoamérica en los Estudios DINT en Santiago de Chile.

## Reparto

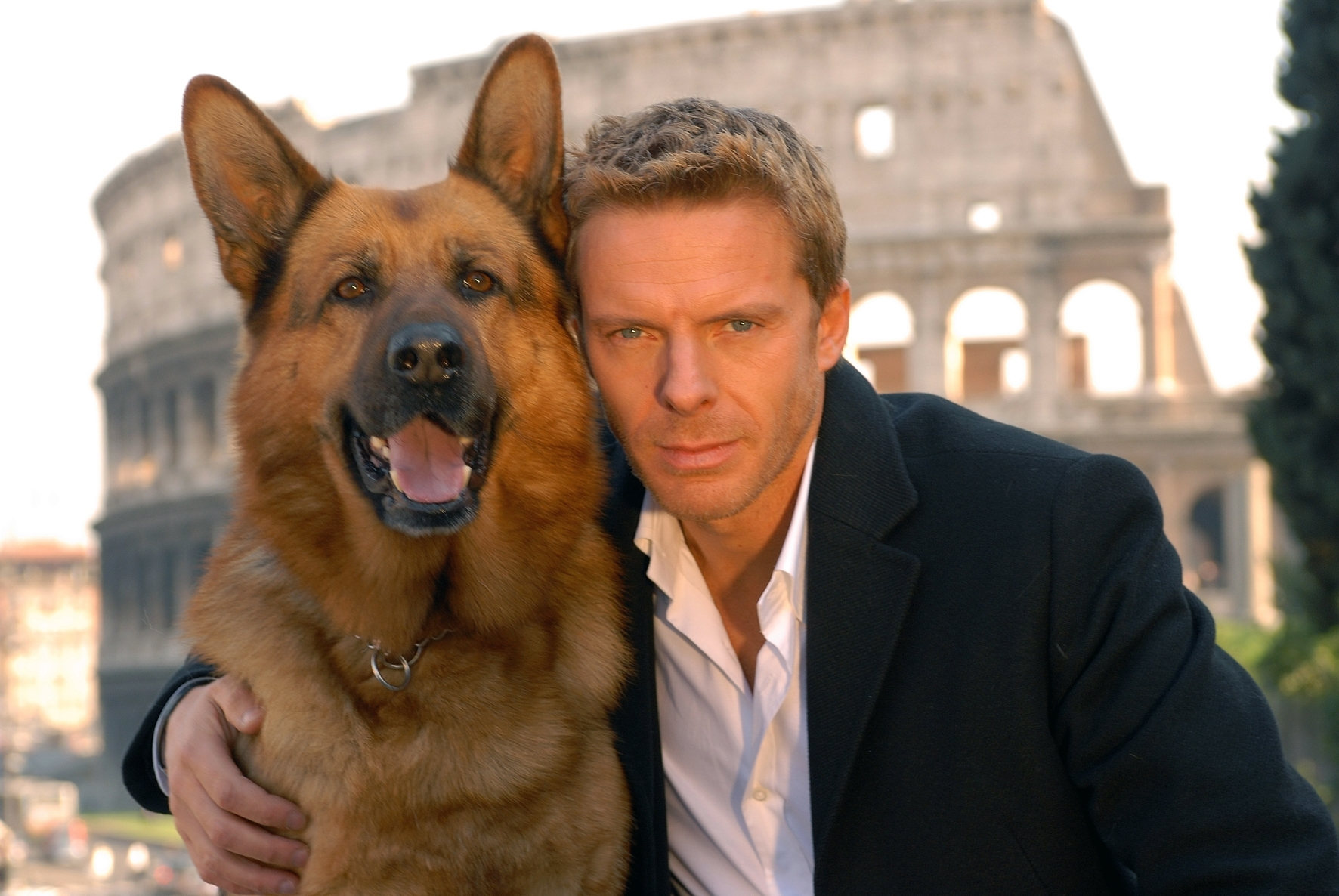
Kaspar Capparoni con Rex (Henry) en 2008.

- Santo Von Haus Zieglmayer (Rex) (episodios 1-66)
- Rhett Butler (Rex) (episodios 67-122)
- Henry (Rex, a partir de 2008)
- Tobias Moretti (Richard Moser) (1-4 temporada)
- Gedeon Burkhard (Alexander Brandtner) (4-7 temporada)
- Alexander Pschill (Marc Hoffmann) (8-10 temporada)
- Kaspar Capparoni (Comisario Lorenzo Fabbri) (11-14 temporada)
- Ettore Bassi (Davide Rivera) (14-15 temporada)
- Karl Markovics (Ernst Stockinger) (1-2 temporada)
- Heinz Weixelbraun (Christian Böck) (3-7 temporada)
- Elke Winkens (Niki Herzog) (8-10 temporada)
- Wolf Bachofner (Peter Höllerer) (1-5 temporada)
- Martin Weinek (Fritz Kunz) (5-12 temporada)
- Denise Zich (Erika Hedl) (11 temporada, 1 y 2 serie)
- Gerhard Zemann(Dr. Leo Graf) (1-10 temporada)
- Fritz Muliar (Max Koch) (1-4 temporada)
- Francesco Arca (comisario Marcos Terzani) (16-18 temporada)
- Domenico Fortunato (Inspector Alberto Monterosso) (14-18 temporada)
- Pilar Abella (Katia Martelli) (11-16 temporada)
- Augusto Zucchi (Superintendente Philip Gori) (11-18 temporada)
- Fabio Ferri (Giandomenico Morini) (11-13 temporada)

## Historia
Michael, el entrenador de Rex, muere perseguido por el autor de un atentado con bomba en un restaurante del centro de Viena. Rex, inconsolable, no quiere comer ni beber y los responsables de la policía canina piensan en sacrificarlo. Richard Moser, comisario de policía perteneciente a la Kriminalpolizei, al conocer su situación va a visitarlo, pero el can se ha fugado y aparece en la tumba de su amo.
Allí lo encuentra Moser quien, después de mucho esfuerzo, acaba convenciéndolo para que se vaya a vivir con él.
Richard está en una complicada situación: se acaba de divorciar y su exmujer se ha llevado casi todo del departamento. Esto, más la llegada de Rex, hace que decida cambiarse a una casa grande, con jardín, para que su nuevo compañero pueda correr.
Rex y Moser se convierten en grandes amigos y luchan contra el crimen (para disgusto de Stockinger, que odia a los perros) y las risas de Höllerer, por las bromas que Rex le gasta a Stocki. Con el pasar del tiempo, Stockinger abandona su brigada de homicidios, cuando su mujer, de profesión dentista, hereda un consultorio en Salzburgo y deciden mudarse. Para sustituirlo llega desde Delitos Juveniles Christian Böck, quien, para su desgracia, pronto se convierte en el nuevo blanco de las bromas de Rex.
Después de 3 años, la tragedia vuelve a golpear a Rex. Richard muere en acto de servicio a manos de un asesino en serie de mujeres, delante de su compañero y su novia, Patricia.
Profundamente triste, Rex se niega nuevamente a alimentarse y a salir de la casa que compartía con Richard. Es entonces cuando llega el nuevo comisario, Alex Brandtner, que además es entrenador de perros policiales, quien consigue animarlo y se queda con él, viviendo en la casa de Richard.
Otro de los compañeros, Peter Höllerer, también deja el equipo cuando abandona la policía para ayudar a su madre en la administración de su restaurante. Para sustituirlo, llega desde la Brigada de Robos Fritz Kunz, un hombre que odia el desorden, muy maniático. Obviamente, se convierte en la víctima favorita de las bromas de Rex, para las risas de Alex y el alivio de Christian. En la llegada de la octava temporada, Gedeon Burkhard abandonó la serie, pues no llegó a un acuerdo con la producción de la misma. Coincidentemente, también se marchó Heinz Weixelbraun, para evitar el encasillamiento como actor. Sus personajes no tuvieron un final cerrado y, tanto Alex como Christian simplemente desaparecieron.
Aparece así Marc Hoffman, el nuevo comisario, que vive en una vieja casa que está restaurando. La sustituta de Christian es Niki Herzog, una policía con la que Marc se había enrollado, sin saber que iba a ser su nueva compañera.
Finalizado el rodaje de la décima temporada, en diciembre de 2003, Elke Wilkens (Niki Herzog) decidió no continuar en Rex. En los primeros días de febrero, Mungo Film, productora de la serie, anunció un nuevo cambio de equipo en la serie y el desarrollo de la undécima temporada en un formato diferente, sin dar mayores detalles al respecto.

## Personajes

### Rex (Reginald Von Ravenhorst)
Protagonista indiscutido, es quien da título a la serie. Es sin duda un perro maravilla, capaz de mostrar sentimientos y actitudes propias de un niño. Juega, regalonea, hace travesuras y bromas, a menudo pesadas. Se venga si siente que se han burlado de él. Cuando alguno de sus dueños empieza a intentar entablar una relación amorosa, a menudo Rex lleva a cabo travesuras con las que intenta frustrar la posibilidad de que lleguen a concretarla. Odia ir al veterinario y bañarse. Le gustan los bocadillos de salchicha, y a menudo intenta comer más de los que le corresponden quitándoselos a algunos de sus compañeros en la policía, por lo general mediante alguna astuta treta. Aun así, cuando su dueño o alguno de sus compañeros de trabajo se enferman o se lesionan, siempre se muestra dispuesto a cuidarlos.

### Richard Moser
Es Comisario de la brigada de homicidios, de unos treinta y tantos años. Divorciado. Sin hijos. De su pasado poco se sabe, excepto que procede de barrios marginales vieneses, su vida se desarrolló cercana a la delincuencia, pero logró superarlo y hacerse policía gracias a su amigo y maestro Max Koch. Antes de ser policía fue conductor de camiones. En un comienzo vivía en un departamento en el centro de Viena y luego se traslada a las afueras a una casa con jardín para Rex. Moser es asesinado por uno de los delincuentes a quien perseguía.

### Ernst Stockinger
Es un inspector de la misma edad que Moser. De su vida personal se sabe que está casado con una dentista de la que habla continuamente, pero que nunca se ve en la serie. El miedo que tiene a los perros lo transmite en su relación con Rex. Su salida se debió a que su mujer había heredado la clínica dental de su padre en Salzburgo y a él no le quedaba más remedio que marcharse como lo hizo ella por él al irse a Viena.

### Peter Höllerer
Siempre es visto en la oficina o ejerciendo funciones de vigilancia en la calle. Su estado físico le impide moverse con agilidad por lo tanto contesta el teléfono y consulta los archivos. Al dejar su puesto en la oficina, lo hace con la excusa de ayudar a su madre en la administración de su restaurante.

### Dr. Leo Graf
Es el médico forense. Representa a un hombre de mediana edad. No se conoce su pasado, ya que sólo se le ve en su actividad médica, si bien se sabe que fue profesor de medicina legal en la facultad de Derecho. Aparece en el lugar del crimen para reconocer como forense a la víctima y posteriormente en la morgue cuando ratifica su diagnóstico y añade nuevos datos al caso para concretar al posible asesino.

### Max Koch
Es un policía retirado que mantiene el interés por su profesión investigando aquellos casos que quedaron sin solución. Establece una relación casi paternal con Richard Moser y fue quien le ayudó a salir del ambiente marginal. Al morir Moser desaparece de la serie.

### Christian Bock
Se incorporó en la tercera temporada, en reemplazo de Stockinger. No se sabe nada de su pasado o de su vida personal, solo se le ve ejerciendo su profesión. Desde el primer momento trata de medir la inteligencia de Rex creando toda una sucesión de secuencias divertidas entre él y el perro, cambia de vestimenta: de traje y corbata de la tercera temporada a informal en la cuarta temporada.

### Alexander Brandtner
Heredó el puesto de Moser cuando este fue asesinado. Es un Comisario joven y guapo de carácter agradable. Su padre es abogado y su madre médico. Ingresó en la policía en contra de la voluntad de sus padres a los que no hizo caso por su interés en trabajar en la policía. Estuvo en una patrulla hasta que Argo, su perro, murió cuando estalló una bomba, lo que le dejó secuelas, la física ya que quedó sordo del oído derecho y la emocional, el dolor por la muerte de su perro. Esto cambió al conocer a Rex; Argo le dejó un inmenso dolor pero con ayuda de Rex todo cambió. Se trasladó a la casa de Moser. Tiene un gran éxito con las chicas. Su vida es normal como cualquiera que se cuide. Todas quisieran estar con él por su carácter y por todo lo demás. Se muda a la casa en la que vivían Moser y Rex, ya que este último no quiso abandonar la misma.

### Fritz Kunz
Es el sustituto de Höllerer, un hombre maniático por la limpieza. Es recibido con cierto desdén, pero de a poco se fue ganando el respeto de sus compañeros. Por su carácter Rex y Christian le jugaron más de una broma , es además aficionado a los bocadillos de salchicha.

### Marc Hoffmann
Es el sustituto de Alex, quedando como Jefe de la Brigada. Estudió derecho, en cuya facultad tuvo al Doctor Graf como profesor, antes de ingresar en la policía. Es de carácter distraído y poco decidido en las acciones que emprende, teniendo por ello, más de un traspié. Vive en una casa en remodelación. En un principio su relación con Rex es distante, llegando a dudar si está bajo su cuidado o no.

### Niki Herzog
Llega como sustituta de Böck después de su extraña desaparición, pero, en reiteradas oportunidades, tomaba decisiones que correspondían a su superior. Es de carácter fuerte y avasallador. Tiene un encuentro íntimo con Marc, antes de saber que era su Jefe.

### Marco Terzani
La serie tiene nuevo protagonista, Francesco Arca, en el papel del nuevo comisario Marco Terzani. La serie, creada por Peter Hajek y Peter Moser, y en esta nueva temporada junto a Arca, el equipo estará compuesto por Domenico Fortunato (Inspector Alberto Monterosso), Pilar Abella (en el papel de Katia Martelli) y Augusto Zucchi (que interpreta superintendente Filippo Gori)

## Película
En 1997 se filmó una película para la TV basada en la serie, con el nombre de Baby Rex - Der Kleine Kommissar (conocida en español como El Pequeño Rex y doblada en Chile para Hispanoamérica con el título Rex, el pequeño Comisario). Fue estrenada en Alemania en la Navidad de ese año.
El papel del cachorro Rex fue interpretado por Rhett Butler (hijo del pastor alemán que hacía el papel de Rex en ese entonces y que luego lo reemplazaría en la serie).
Todo comienza cuando Rex es un cachorro en tiempo de Navidad. Él vive feliz con una familia humana, pero es robado por ladrones, pero consigue escapar gracias a su astucia e inteligencia. Luego de eso él va al hogar de un pequeño niño, el cual se convierte en su nuevo amo. Cuando los antiguos dueños lo encuentran deciden dejárselo al niño, seis meses después, Rex ha crecido y vivirán juntos muchas aventuras.